# Amorita nyelv
Az amorita nyelv a nyugat-sémi nyelvek északnyugati csoportjába tartozó holt nyelv.
Saját neve: amurrú, egyéb nevei: emoreus, emóri.
Az amoriták Közel-Keleten, a mai Szíria területén, továbbá az ókori Észak-Mezopotámiában éltek. A III. uri dinasztia korában beszivárogtak Sumer és Akkád területére is, végül ők adták az Óbabiloni Birodalom uralkodó dinasztiáját (Hammurapi). A Héber Bibliában (Ószövetség) a Mózesi könyvek is többször említik őket Kánaán területén.
A Kr. e. 3. évezred második fele és Kr. e. 2. évezred első fele között beszélt ékírásos nyelv volt. Rövid feliratokból, személy- és helynevekből ismert.